# Ribaute-les-Tavernes
Ribaute-les-Tavernes is een gemeente in het Franse departement Gard (regio Occitanie). De plaats maakt deel uit van het arrondissement Alès. Ribaute-les-Tavernes telde op 1 januari 2022 2.055 inwoners.

## Geografie
De oppervlakte van Ribaute-les-Tavernes bedroeg op 1 januari 2022 14,27 vierkante kilometer; de bevolkingsdichtheid was toen 144 inwoners per km².

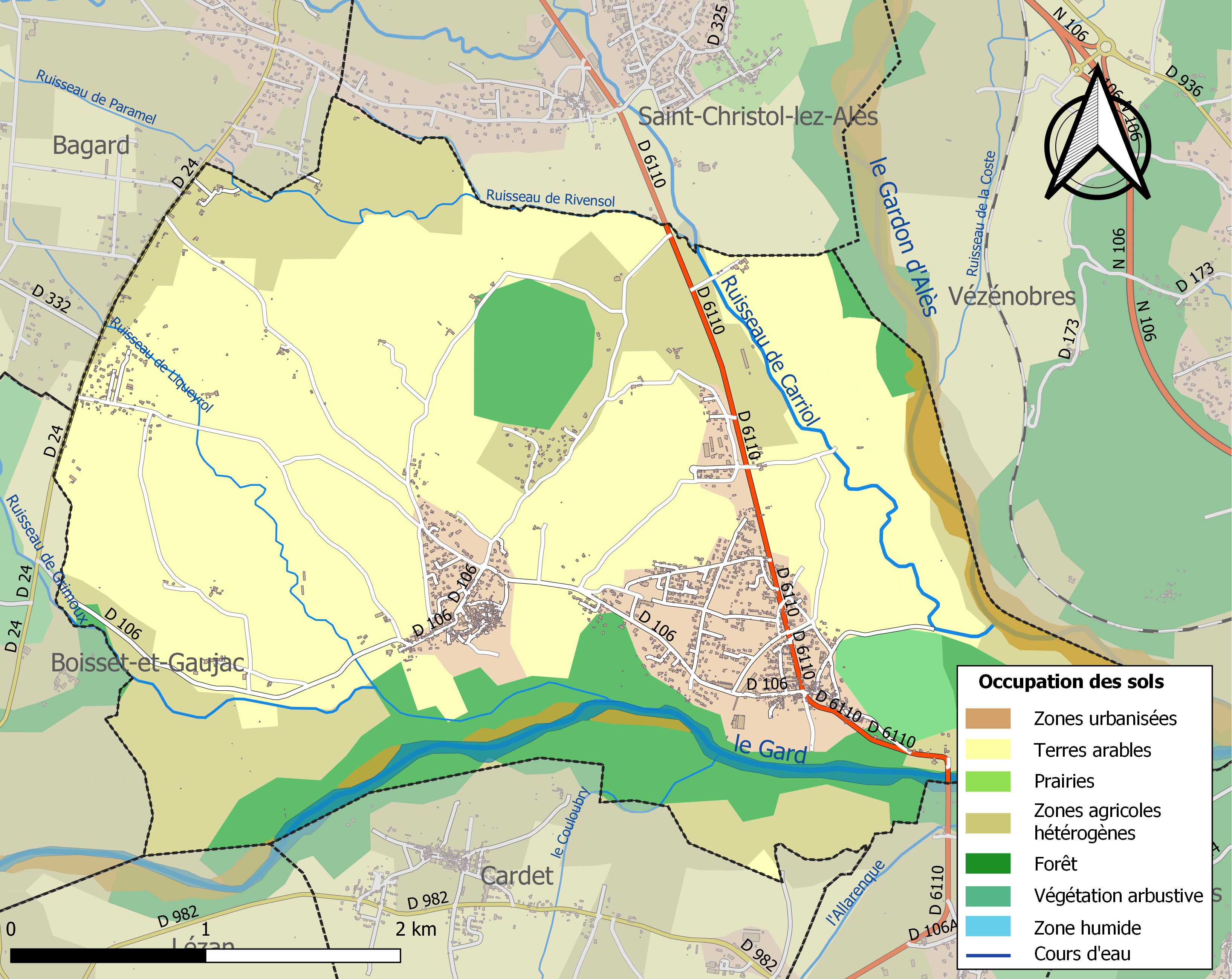
Kaart van de gemeente met belangrijkste infrastructuur, bodemgebruik en omliggende gemeenten

## Demografie
Onderstaande figuur toont het verloop van het inwonertal (bron: INSEE-tellingen).

## Geboren in Ribaute-les-Tavernes
- Jacqueline Pagnol (1920-2016), actrice, weduwe van Marcel Pagnol